# ماسگراویت
ماسگراویت (موسگراویت) یا مگنزیوتافیت-6N'3S یک کانی اکسید کمیاب است که به عنوان سنگ قیمتی استفاده می‌شود. محل کشف نمونه آن در Ernabella Mission, Musgrave Ranges واقع در استرالیای جنوبی است که پس از کشف آن در سال ۱۹۶۷ به همین نام نامگذاری شد.
این کانی عضوی از خانواده کانی‌های تافیت است و فرمول شیمیایی آن Be(Mg, Fe, Zn)2Al6O12 است. سختی آن ۸ تا ۸٫۵ در مقیاس موس است. به دلیل کمیابی، این کانی می‌تواند تقریباً ۳۵۰۰۰ دلار آمریکا به ازای هر قیراط فروخته شود.